# 14º Reggimento bersaglieri
Il 14º Reggimento bersaglieri è stato un reparto del Regio Esercito che ha operato nel corso del primo conflitto mondiale.

## Storia
Il 14º Reggimento bersaglieri è stato costituito durante la prima guerra mondiale in zona di guerra a Visco l'11 marzo 1916, con i battaglioni XL, LIV e LXI. il XL, partito da Livorno il 2 gennaio giunse il 4 a Tapogliano ed il 31 proseguì per Visco; il LIV invece aveva già al suo attivo un anno circa di guerra, mentre il LXI venne costituito contemporaneamente al comando del reggimento. Nel mese di dicembre 1915 era stato costituito il comando reggimentale presso il deposito del 2º Reggimento bersaglieri a Roma.
Il LIV Battaglione bersaglieri, partito da Roma fin dal 28 maggio 1915 aveva cooperato dal 20 al 28 luglio alla difesa delle trincee avanzate del Podgora per poi partecipare alle operazioni per la conquista del Monte San Michele.
Nel 1916, costituitosi l'11 marzo il 14º Reggimento bersaglieri i suoi battaglioni vennero inviati a turno in prima linea sul Monte San Michele. Nel mese di maggio, quando era in pieno sviluppo l'offensiva austriaca sull'altopiano dei Sette Comuni, il reggimento venne trasferito per ferrovia e con autocarri verso quella fronte.
Nel corso del 1917 nei giorni 23 e 24 marzo il reggimento si portò nei pressi di Bertesina ed il 1º aprile, con il neocostituito 20º Reggimento bersaglieri, andò a costituire la IV Brigata bersaglieri, con la quale combatté fino al termine della guerra.
Nel corso del conflitto il Reggimento guadagnò una Medaglia di bronzo al valor militare alla bandiera e meritò due citazioni nei bollettini di guerra: la prima nel Bollettino di guerra N° 427 delle ore 16 del 25 luglio 1916; la seconda nel Bollettino di guerra N° 981 delle ore 13 del 30 gennaio 1918.

## Comandanti
- Colonnello Emilio Guglielmotti, dal 1º dicembre 1915 all'11 marzo 1916
- Colonnello Oreste De Gaspari, dal 16 marzo al 6 giugno 1916 (ferito).
- Colonnello Renato Piola Caselli, dal 9 al 19 luglio 1916 (ferito).
- Tenente colonnello Ambrogio Agnesi, dal 19 luglio al 27 agosto 1916 (interinale). Generale dei Bersaglieri, medaglia d'argento al valor militare, Monte San Michele15 maggio 1916, Bosco dei Laghetti, 3 giugno 1916.
- Colonnello Renato Piola Caselli, dal 28 agosto 1916 all'8 maggio 1917.
- Colonnello Carlo Bosio, dal 2 giugno al 28 novembre 1917 (caduto sul campo).
- Tenente colonnello Angelo Cosentini, dal 4 al 6 dicembre 1917.
- Tenente colonnello Arturo Redaelli, dal 14 dicembre 1917 al 29 gennaio 1918 (caduto sul campo).
- Colonnello Talete Barbieri, dal 6 febbraio 1918 al termine della guerra.

## Decorazioni individuali
Il reggimento è decorato con medaglia d’oro individuale al Valor Militare al Tenente Emilio Pantanali di Udine:
Con la Medaglia d'argento al valor militare sono stati decorati 20 Ufficiali e 15 subalterni e con la Medaglia di bronzo al valor militare 42 tra Ufficiali e militari di truppa.